# Franz Haselbauer
Franz Haselbauer (* 7. September 1677 in Frauenberg, Budweiser Kreis; † 23. September 1756 in Prag, Königreich Böhmen) war ein böhmischer Jesuit, Orientalist, Hebraist und Hochschullehrer.

## Leben
Haselbauer trat am 20. Oktober 1696 in den Jesuitenorden ein. Wann er seine Priesterweihe erhielt, ist nicht bekannt. Er unterrichtete zunächst die Humaniora und war ab 1697 Präfekt der lateinischen Klassen am Jesuitenkolleg Clementinum. 1703 wurde ihm die Professur der Hebräischen Sprache an der Prager Karls-Universität übertragen. Diese hatte er über zwanzig Jahre bis 1723 inne. Später zog er sich in das Clementinum zurück und lebte dort bis zu seinem Tod. Er galt als gründlicher Kenner der hebräischen Sprache und war Censor und Revisor der hebräischen und orientalischen Bücher.

## Werke (Auswahl)
- Gründlicher Bericht von dem Christenthum: Allen Kindern Israel zur Erkanntnus der Wahrheit vorgetragen, 2 Bände, Collegio Soc. Jesu, Prag 1719–1722.
- Kurtzer Inhalt Deß Christl. Gesatzes: In 100 Unterweisungen, Allen Kindern Israel, welche von Gott erleuchtet, an Jesum Christum den wahren Messiam glauben wollen, auf Hebräisch-teutsch vorgestellet, Universitätsdruckerei, Prag 1730.
- Fundamenta Grammatica Duarum Præcipuarum Linguarum Orientalium: Scilicet Hebraicae, et Chaldaicae, Cum Appendice De Idiotismo Germanico Judaeorum, Universitätsdruckerei, Prag 1742.
- Lexicon Hebraico-Chaldaicum: una cum capitibus dictionum, seu abbreviaturis in libris, & scriptis Judaeorum passim occurrentibus, Universitätsdruckerei, Prag 1743.